# Musa Anter
Musa Anter, född cirka 1918, död 1992, var en kurdisk författare, journalist och debattör. Han föddes i den lilla byn Zivinge (turkiskt namn Eski Magara) i Mardin-provinsen i den kurdiska östra delen av Turkiet. Hans modersmål var kurdiska och han lärde sig turkiska i en av de byskolor som den turkiska staten inrättat för att lära den kurdiska befolkningen att bli turkar. Han studerade juridik i Istanbul.
Musa Anter var en av de mest framträdande förkämparna för kurdernas rättigheter och tillbringade många år i turkiskt fängelse. Han skrev böcker och artiklar på kurdiska, något som var förbjudet i Turkiet fram till 1991. Bland annat skrev han en kurdisk-turkisk ordbok. 1991 spelade han den gamle vise mannen i Turkiets första kurdiskspråkiga film Mem û Zin.
Musa Anter mördades i Diyarbakir 1992. Europadomstolen slog 2006 fast att den turkiska militära underrättelsetjänsten JITEM var skyldig till mordet. 30 år efter mordet beslöt en brottmålsdomstol i Ankara att preskribera brottet och lägga ned utredningen. Ombudet för Anters efterlevande kritiserade beslutet med hänvisning till att turkiska myndigheter inte gjort tillräckliga ansträngningar för att lösa mordet.
Ett flertal av hans böcker på kurdiska och turkiska finns på svenska bibliotek.